# Ferdinand von Wintzingerode
Le baron Ferdinand von Wintzingerode, né le 15 février 1770 à Allendorf, mort le 16 juin 1818 à Wiesbaden, est un général allemand qui se mit au service de plusieurs pays, et surtout servit sous le drapeau russe.

## Biographie
Ferdinand von Wintzingerode est issu d'une famille de la noblesse de Thuringe (de). Son père, le baron Wilhelm Levin Ernst von Wintzingerode (1738-1781), colonel et aide de camp du roi Frédéric-Guillaume II de Prusse, possède un domaine seigneurial Unterhof près de Kirchohmfeld.
Il sert d'abord dans les armées hessoise puis comme volontaire en 1790 dans l'armée autrichienne en guerre contre la révolution brabançonne des Pays-Bas autrichiens. Il fait les campagnes de 1792-1793 contre les Français dans l'armée de Hesse avant de repasser au service de l'Autriche. Après la paix de Campoformio (le 17 octobre 1797), il se voit offrir un poste de Major de l'armée russe. En 1799, il reçoit la permission de l'armée autrichienne de participer à la guerre en Italie, comme lieutenant-colonel d'un régiment de dragons (4 février 1799), puis comme colonel du régiment de dragons Hohenlohe no 7 en novembre 1800.
Le 19 septembre 1801, il épouse la comtesse polonaise Hélène Rostworowska (1783-1829) avec qui il aura un fils.
Général-major et aide de camp général de l'Empereur Alexandre Ier en 1802, il se voit confier des missions diplomatiques au cours des années suivantes. Ainsi en 1805 à Berlin il négocie pour la Prusse, l'alliance avec l'Autriche et l'Angleterre contre la France.
Le 11 novembre 1805 à la bataille de Dürenstein, il reçoit l'ordre de Saint Georges de 3e classe.
Il repasse au service de l'Autriche en 1809 où il est fait feld-maréchal lieutenant le 24 mai 1809. Il mène l'avant-garde de la première brigade de l'armée du général Bellegarde, le 20 mai, à la bataille d'Aspern où il est blessé à la jambe droite. Il est fait chevalier de l'ordre militaire de Marie-Thérèse sur rapport du 2 avril 1811, confirmé le 17 avril 1811 pour son action à Aspern. 
De retour dans l'armée russe en 1812, il est fait lieutenant-général. Le 21 octobre 1812, Wintzingerode entre à la tête d'une unité de cosaques jusqu'au Kremlin en bousculant quelques postes français. Le lieutenant Leleu de Maupertuis du 5e régiment de Voltigeurs de la Jeune Garde et le capitaine Crozet du 5e Hussards le font prisonnier avec son aide de camp Narichzin. Ils sont conduits devant Napoléon qui menace Wintzingerode de le faire passer en conseil de guerre puisque, comme ressortissant de la confédération du Rhin, l'empereur le considère comme un sujet rebelle. Il est libéré par la troupe du général Tchernychev entre Minsk et Vilna le 20 novembre 1812. Il est alors décoré de la croix de l'ordre de Saint-Alexandre Nevski. 
Il bat les troupes franco-polono-saxonnes à la bataille de Kalisz le 13 février 1813 et reçoit la croix de Saint Georges de 2e Classe. Il participe à la bataille de Lützen où il reçoit la croix de Saint Vladimir de 2e Classe, puis il obtient le grade de général de cavalerie à la bataille de Leipzig en 1813. Il suit l'armée du Nord en Hollande et en Belgique puis participe à la campagne de France où il s'empare de Soissons. Il rejoint l'armée prussienne de Blücher : par une manœuvre de diversion lors de la bataille de Saint-Dizier le 26 mars 1814, il retient Napoléon loin de sa capitale et permet à la coalition de remporter la bataille de Paris qui marque la fin du Premier Empire.

## Source
- (de) Cet article est partiellement ou en totalité issu de l’article de Wikipédia en allemand intitulé « Ferdinand von Wintzingerode » (voir la liste des auteurs) dans sa version du 23 novembre 2007.
- K.F. von ENZENTHAL, dictionnaire biographique des généraux autrichiens sous la Révolution et l'Empire (1792-1815), Paris, Librairie Teissèdre, 2013, Tome II
- Alexander MIKABERIDZE, The Russian officer corps in the Revolutionary and Napoleonic wars, 1792-1815, Staplehurst (UK), Spellmount Limited, 2005